# سینما لاله (نجف‌آباد)
سینما لاله  یک سینما در شهر نجف آباد، ایران است.این سینما  دارای ۳۸۰ نفر ظرفیت می‌باشد.

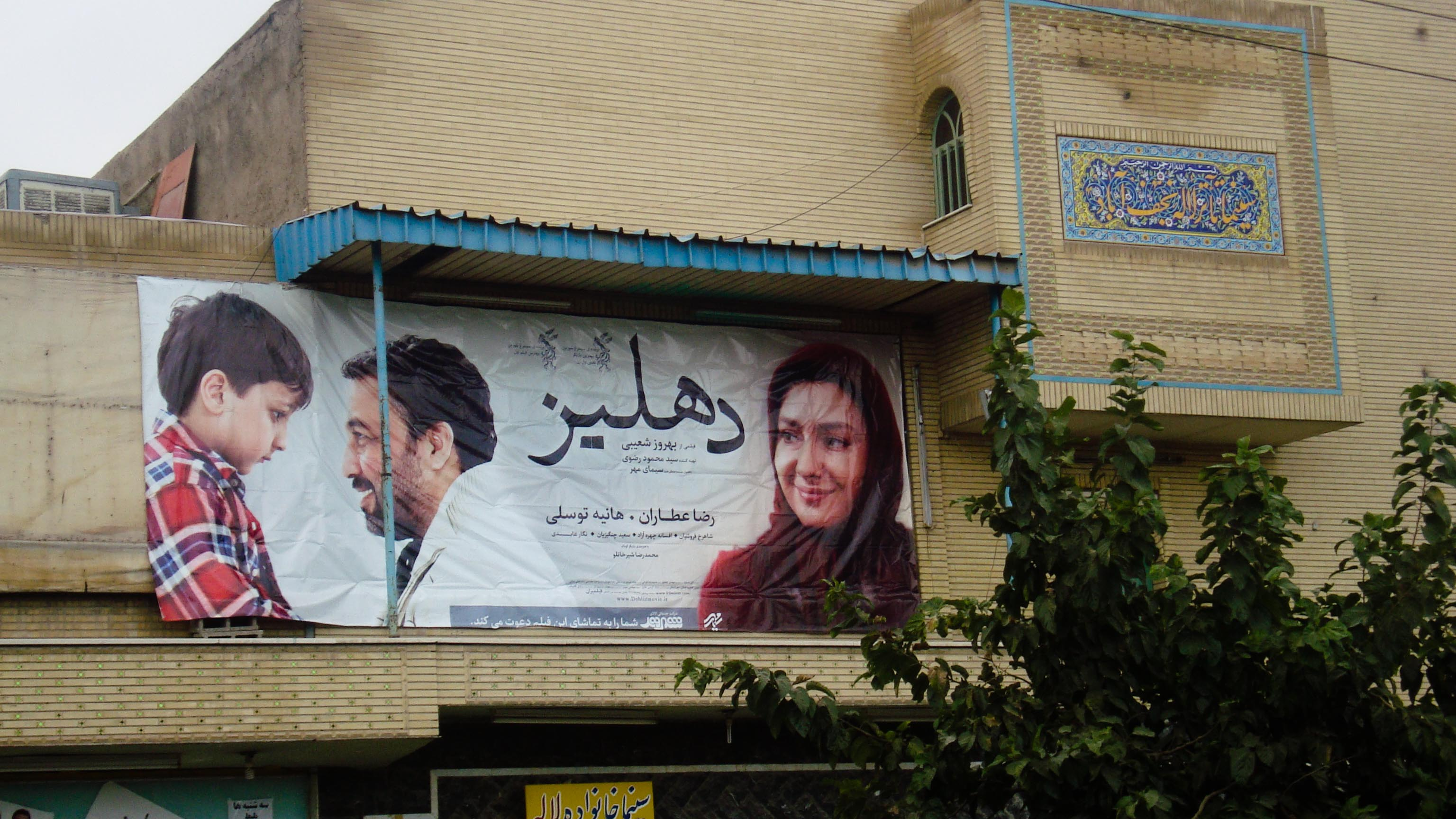
اکران دهلیز در سینما لاله نجف‌آباد